# Даттенберг
Даттенберг (нем. Dattenberg) — община в Германии, в земле Рейнланд-Пфальц. 
Входит в состав района Нойвид. Подчиняется управлению Линц ам Райн.  Население составляет 1576 человек (на 31 декабря 2010 года). Занимает площадь 9,33 км².
Коммуна подразделяется на 6 сельских округов.